# 新田荘遺跡
新田荘遺跡（にったのしょういせき）は、上野国新田郡（群馬県太田市）にあった荘園新田荘に関わる遺跡。荘域は上野国新田郡全域・勢多郡・佐位郡・武蔵国榛沢郡の一部に及び、おもに大間々扇状地と利根川左岸氾濫原からなる。『延喜式』には上野国新田駅、『和名類聚抄』では新田郡駅家郷と記されている。中世武士団新田氏一族の根源地として成立し、長楽寺文書、正木文書によって文献史料の裏付けを可能とする東国の中世荘園として稀有な例である。2000年（平成12年）、新田氏遺構群のうち11箇所が国の史跡に指定され、「新田荘遺跡」として保存されている。

## 新田荘の歴史
- 律令制下の郡として平安時代中期の承平年間(931年 - 938年)に作成された倭名抄に「新田郡」および東山道（武蔵路も含む）の駅として「新田駅」が記載される。
- 1108年（天仁元年）の浅間山天仁大噴火によって火山灰（浅間Bテフラ）が降下して北関東一帯が荒廃。
- 1142年（康治元年）- 源義国、足利荘立券。
- 1143年（康治2年）- 源義国、簗田御厨立券。
- 1150年（久安6年）- 源義国、右近衛大将大炊御門藤原実能と争い、実能の屋敷を焼き払い勅勘を蒙り、源義国は下野国足利の別業に隠退する。

この後、源義国は長子・新田義重とともに上野国新田郡の開発を開始する。源義国・新田義重父子の開発過程で近隣の藤姓足利氏との間で相論が活発化していく。
- 1155年（久寿2年）- 源義国が新田郡内の新田義重館にて死去。
- 1157年（保元2年）- 源義国・義重父子によって開発された「空閑の郷々」19郷が本家に鳥羽院御願寺の金剛心院、領家に藤原氏北家花山院流藤原忠雅に寄進され、新田荘が立券。同年、藤原忠雅により新田義重が新田荘下司職に補任される。
- 1170年（嘉応2年）- 新田荘域が新田郡全郡56郷に拡大。
- 1172年（承安2年）- 新田義重、嫡子である新田義兼へ所領を譲渡。同年、新田義重、隣接する園田御厨と紛争を起こす。
- 1193年（建久4年）- 源頼朝、新田義重館へ遊覧。
- 1215年（建保3年）- 新田尼、新田荘内3郷の地頭職に、岩松時兼、同12郷の地頭職に補任される。
- 1205年（元久2年）- 新田義兼が源実朝より村田[2]・田嶋[2]・中今井・一井・田中[3]・堀口[2]・多古宇[3]・綿打・千歳[2]・薮塚[2]・上女塚[3]・高嶋[2]の12郷の地頭職に補任される。
- 1221年（承久3年）- 世良田義季が開山に栄朝を招いて世良田長楽寺を開基。
- 1226年（嘉禄2年）- 岩松時兼、岩松郷の地頭職に補任される。
- 1244年（寛元2年）- 新田政義が京都大番役での上京中に幕府に無断で出家した罪で御家人役を剥奪される。新田氏惣領職[4]は没収され、世良田頼氏に与えられる。世良田氏とともに新田荘半分領家職は岩松氏が分担する。[5]
- 1246年（寛元4年）- 世良田義季、女塚郷を長楽寺に寄進。
- 1268年（文永9年）- 得川頼有、岩松経兼の嫡子・亀王丸（岩松政経）を養子とし、所領を譲渡。
- 1272年（文永9年）- 世良田頼氏が二月騒動に連座し佐渡国へ流罪となり、新田氏惣領職（世良田氏分）は新田氏本宗家（新田政氏）へ遷移する。

二月騒動を契機として新田荘内に得宗領が拡大していった。
- 1277年（建治3年）- 世良田頼氏の娘「尼浄院」、上江田郷内堂垣内在家・田を長楽寺へ寄進。
- 1291年（正応4年）- 鎌倉幕府、鳥山時成の遺領相続を妻「尼念空」に認める。
- 1318年（文保2年）- 由良景長の妻紀氏に鎌倉幕府は上野国新田荘の田地を領せしむ。新田義貞が新田氏本宗家家督相続する。新田義貞・村田頼親が所領を長楽寺へ売却。
- 1322年（元亨2年）- 岩松政経・大舘宗氏が新田荘田嶋郷の用水相論。「尼浄院」、亡父忌日料として南女塚村内在家を長楽寺へ寄進。
- 1324年（元亨4年）- 新田義貞、所領を小此木盛光妻紀氏へ売却。
- 1328年（嘉暦3年）- 世良田満義、新田荘小角田村の田地等を長楽寺へ寄進。
- 1332年（元弘3年）- 大谷道海、火災にて焼失した長楽寺を再建。
- 1333年（元弘3年）- 新田義貞が倒幕の挙兵。江田行義、所領を長楽寺へ寄進。
- 1334年（建武元年）- 妙連（土用王御前）[6]、所領を養子・岩松直国[7]へ譲渡。
- 1335年（建武2年）- 足利尊氏、東国にある新田氏一族の所領を没収。
- 1338年（暦応元年）- 足利尊氏、新田氏の旧領を長楽寺へ寄進。足利尊氏、新田荘八木沼郷等を安養寺殿（新田義貞）追善料所として長楽寺へ寄進。
- 1347年（貞和3年）- 岩松直国、新田荘由良郷地頭職に補任される。
- 1350年（観応元年）- 室町幕府、上杉憲顕に命じ、新田荘内の世良田右京亮・桃井直常らの旧領を岩松直国に与える。
- 1352年（観応3年）- 新田義興、長楽寺に兵士の乱入狼藉するを停止する。足利尊氏、長楽寺の要請により、寺領安堵の署判を与える。
- 1355年（文和4年）- 村田頼氏、下江田郷内在家・田畠を売却。
- 1364年（貞治3年）- 足利基氏、世良田義政跡の新田荘江田郷を岩松直国に与える。
- 1365年（貞治4年）- 足利義詮、岩松直国に本領安堵の御教書を与える。
- 1381年（永徳元年）- 世良田憲政、所領を長楽寺へ寄進。
- 1411年（応永18年）- 鎌倉府、岩松満国に新田荘当年年貢百貫文を沙汰させる。

南北朝の動乱を経て、新田氏本宗家の滅亡後、新田氏惣領職は岩松氏に、新田荘領家職を鎌倉府に与えられる。岩松氏は守護職とほぼ同様の権力を新田郡に有したと考えられる。
- 1416年（応永23年）- 岩松満純が上杉禅秀の乱に加担し、以後、岩松氏は礼部家と京兆家に分裂。
- 1455年（享徳4年）- 岩松持国、足利成氏に新田荘の一元的支配権の承認を要求する。
- 1469年（文明元年）- 岩松家純（礼部家）によって岩松氏は統一される。同年、岩松家純によって新田金山城が築城される。
- 1495年（明応4年）- 被官横瀬景繁の専横により岩松尚純が隠居し、岩松昌純が擁立される。

この後、横瀬景繁の子・横瀬泰繁が岩松昌純を殺害する下克上を行い、由良氏（横瀬氏）は戦国大名化する。
- 1509年（永正6年）- 連歌師宗長、新田荘へ来着して岩松尚純と百韻連歌を行う。
- 1590年（天正18年）- 小田原征伐の後、徳川家康が関東入国し、太閤検地によって名実共に荘園制が崩壊する。
- 2000年（平成12年）- 新田荘遺跡が国の史跡に指定される。

## 荘域
1157年の「空閑の郷々」19郷
- 女塚[3][11]
- 上江田
- 下江田[12]
- 田中[3]
- 大館
- 粕川
- 小角
- 押切[11]
- 出塚
- 世良田[11]
- 三木[11]
- 上今井[2]
- 下今井[3]
- 上平塚[11]
- 下平塚[11]
- 木崎
- 長福寺
- 多古宇
- 八木沼

1170年の荘域
北限：勢多郡新里（桐生市/鹿田山）須永御厨との境界
南限：武蔵国榛沢郡横瀬（埼玉県深谷市/利根川・広瀬川の流路・小山川左岸：近世以前の利根川旧河道）
東限：飯塚（太田市/金山丘陵、蛇川・八瀬川の流路）薗田御厨・梁田御厨・藤姓足利荘・源姓足利荘との境界
西限：佐位郡木島（伊勢崎市/早川の流路）淵名荘との境界
- 太田[14]
- 田嶋[2]
- 東牛澤[14]
- 岩松[2]
- 成塚[2]
- 一井
- 薮塚[2]
- 額戸
- 青根
- 西牛澤[14]
- 濱田
- 二児塚[2]
- 鶴生田
- 石塩（中岡）
- 大嶋
- 由良
- 今井[2][11]
- 村田[2]
- 高林（竹林）[14]
- 長手
- 新川[15]
- 鹿田
- 北鹿田[15]
- 阿佐見
- 小泉
- 足垂[15]
- 藤心[15]
- 高嶋[2]
- 飯塚
- 岩瀬川
- 綿打[16]
- 田部井
- はなか塚[15]
- 女塚[3][11][15]
- 木嶋[15]
- 菱嶋
- 千歳[2]
- 横瀬
- 小倉

## 史跡新田荘遺跡
新田氏遺構群のうち下記の11箇所が新田荘遺跡として国の史跡に指定されている。
- 円福寺境内（太田市別所町）
- 十二所神社境内（太田市別所町）
- 総持寺境内（太田市世良田町）
- 長楽寺境内（太田市世良田町）
- 東照宮境内（太田市世良田町）
- 明王院境内（太田市安養寺町）
- 生品神社境内（太田市新田市野井町）
- 反町館跡（太田市新田反町）
- 江田館跡（太田市新田上江田町）
- 重殿水源（太田市新田市野井町）
- 矢太神水源（太田市新田大根町）